# 說明文
说明文是一种以说明为主要写作方式的文体。

## 说明手法

### 分类说明
按一定的标准规划分类然后逐类说明，以便读者理解。
數字说明
用數字精確地說明對象，好處是運用準確的數據，能準確地顯示事物的特點，增加可信性。
舉例說明
以實際事例來說明事物，使所要說明的事物具體化，以便讀者理解。

### 定義說明
透過列出一個事件或者一個物件的基本屬性來描述或規範一個詞或一個概念的意義。

### 描述說明
具體地描述說明對象的外型。這方法能夠增加吸引力，使讀者能輕易知道和了解物品的外型如何。

### 引用說明
引用名人的名言或文學作品來說明，這方法能讓讀者更相信作者的文章。
介紹 （页面存档备份，存于）

### 列點說明
使用列點的方式令文章更清晰。

### 比較說明
比作比較是將兩種類別相同或不同的事物、現象加以比較來說明事物特徵的說明方法。

### 比喻說明
以人們較常見的，熟悉的事物作比喻，以說明事物、事理，能把抽象化的事物或事理解說得具體易明點。

## 說明順序
常見的說明順序如下，適當地安排說明順序，有助讀者逐步掌握說明內容。

### 空間順序
按照空間轉移的順序來作說明：由內至外、由上至下、由前到後、由左至右、由東到西、或倒過來由外至內、由下至上等。運用空間順序說明時，必須清楚交代觀察的轉移，文章的脈絡才會清晰。

### 邏輯順序
按照事理的邏輯關係來作說明：由因到果，由淺到深，由主到次，由一個類別到另一類別，由一般到個別等。使用這種說明順序，不但便於說清個別事物的特質，還有利於揭示各種事物之間的互相關係。
分述、總結，適當地安排說明層次，使文章條理井然，讀者更容易全面掌握說明對象的特點。